# Landafjall
Landafjall är ett berg i republiken Island. Det ligger i regionen Norðurland eystra, 230 km nordost om huvudstaden Reykjavík. Toppen på Landafjall är 1 211 meter över havet.
Runt Landafjall är det ganska tätbefolkat, med 72 invånare per kvadratkilometer. Närmaste större samhälle är Akureyri, omkring 19 kilometer nordost om Landafjall. Trakten runt Landafjall är permanent täckt av is och snö.